# Хвойнати връх
Хвойнати връх (Овинати връх) е връх в Пирин планина. Разположен е на Главното било между върховете Вихрен и Муратов и е висок 2635 м. Изграден е от гранити. Върхът е наречен и Овинати – на Бански говор Овина значи хвойна
Хвойнати връх има куполовидна форма. Той е масивен, слаборазвит, с обширно тревисто теме при котата, откъдето вероятно произлиза и името му.
На юг острата и скалиста седловина Влахински превал свързва Хвойнати връх с Муратов връх. Тя е сравнително трудно проходима по протежение на Главното било, но представлява удобно място за преминаване от Бъндеришкия циркус в района на Голямото Муратово езеро към Влахинския циркус и езерата в него.
Хвойнати връх се свързва с връх Вихрен през седловината Кабата. При Кабата Вихренските мрамори отстъпват място на гранитите, от които е изграден и Хвойнати връх.
Западните склонове на Хвойнати връх към Влахинските езера са стръмни, тревисти и трудно проходими. На изток склоновете са покрити с клек, на места скалисти и набраздени с дълбоки улеи, които стигат чак до Равнако и коритото на река Бъндерица.
На североизток към Кабата склоновете са силно ерозирали, на места със скални блокажи, сипеи и каменопади. През зимата по тях и на източните склонове към река Бъндерица има съществен риск от лавини, затова е препоръчително да не се ползват традиционните летни пътеки за придвижване в района.
През Хвойнати връх не минават маркирани пътеки. Въпреки това върхът може да бъде изкачен лесно от Кабата или от Влахинския превал по трасирани с каменни пирамиди пътеки.